# Loma de Endotzi
Loma de Endotzi, även benämnd Manzana Sexta, är ett samhälle i Mexiko, tillhörande kommunen Jiquipilco i den nordvästra delen av delstaten Mexiko. Orten hade 1 419 invånare vid folkräkningen 2010.